# ショタおに
『ショタおに』（ショタおに）は、中山幸による日本の漫画作品。『ガンガンBLiss』レーベル（スクウェア・エニックス）にて2021年9月1日より連載されている。同レーベルは同社初となるボーイズラブレーベルであり、本作は創刊ラインナップの1作として連載を開始した。コミックスの累計発行部数は70万部を突破している。
メディアミックスとして、アニメ化の企画が発表されている。

## あらすじ
小学5年生で10歳の椿は、幼馴染でご近所づきあい、7歳上の悠のことが大好き。大きくてかっこいいを目指す椿と、好き故にそれに翻弄されそうな悠が描かれていく。

## 登場人物

### 主要人物
沢代 椿（さわしろ つばき）
12月28日生まれ、A型。身長138センチメートル。
少し大人びた小学生。髪は短くて明るい赤茶色。好きな飲み物はカルピス。悠とは生まれた時からのご近所づきあいで兄弟同然に育ってきた。
清水 悠（しみず ゆう）
11月5日生まれ、O型。身長180センチメートル。
おっとりとした性格。かぼちゃが好き。絆創膏を携帯しているなど、女子力というか母性が強い。左眉に傷がある。

### 椿、悠の家族
椿の母
8年前と6年前に眼鏡を掛けていた描写がある。椿のことを溺愛している模様。
悠の母
同じく悠のことを溺愛。椿や悠の写真を撮ったりする。
豆（まめ）
悠の飼い猫。椿や悠の上に乗って丸まって寝る。

### 椿のクラスメイト
田村（たむら）
椿より背が高い女の子。椿のかっこよさにキュンとしている。椿と田村は森下たちクラスの男子から囃されている。
比嘉 徹（ひが とおる）
クラスで椿の後ろの席の男の子。冬休みの1月時点で10歳。後ろから椿のスマートフォンで悠の画像を見てしまい椿と悠の関係に興味を持つ。母の官能小説を読んでいる。姉がいる。
森下（もりした）
夏生まれなので11歳の男の子。幼稚なのだが、12月生まれで10歳の椿を子供扱いし揶揄う。可愛いアイドルやおっぱいが好き。明るい髪色で眼鏡を掛けている。
佐々木（ささき）
森下と同じく10歳の椿を子供扱いし揶揄う。可愛いアイドルやおっぱいが好き。黒髪。椿からは子供っぽくて面白い奴と思われている。田村に好意を寄せているとも思われている。

### 悠のクラスメイト
安西（あんざい）
椿と初対面の時に「でっかい女の人」として怯えられてしまう。椿のことは悠から聞かされていて言い当ててしまう。彼氏がいるが、悠程には気が効かない模様。
田口（たぐち）
悠のことをオカンと呼び何かと頼りにする男子生徒。絆創膏を貰いたい時もクラスの女子にではなくまず悠を頼る。

### その他の登場人物
松井 ヨーコ（まつい ヨーコ）
webサイトや新聞紙面にて水着姿を披露している女性芸能人。テレビCMにも出演している。森下たちや田口からは「可愛い」「おっぱいが大きい」と評判。椿と悠は彼女には興味がない。

## 書誌情報
- 中山幸『ショタおに』スクウェア・エニックス〈ガンガンコミックス BLiss〉、既刊6巻（2025年3月22日現在）
  1. 2021年11月22日発売[7][8]、ISBN 978-4-7575-7584-4
  2. 2022年6月22日発売[9][10]、ISBN 978-4-7575-7980-4
  3. 2023年2月21日発売[11][12]、ISBN 978-4-7575-8371-9
    - 特装版 小冊子付き（同日発売[13]）、ISBN 978-4-7575-8372-6

  4. 2023年9月21日発売[14][15]、ISBN 978-4-7575-8745-8
    - 特装版 小冊子付き（同日発売[16]）、ISBN 978-4-7575-8746-5

  5. 2024年6月20日発売[17][18]、ISBN 978-4-7575-9259-9
  6. 2025年3月22日発売[19][20][21]、ISBN 978-4-7575-9756-3 / ISBN 978-4-7575-9757-0（特装版）

## コラボレート
本作とmottto cafeがコラボレート。2023年12月13日から2024年2月18日まで東京都、2024年2月28日から4月28日まで大阪府にて、コラボカフェ「ショタおに DINER CAFE」が開催された。